# A húszdolláros
A húszdolláros vagy Húszdolláros komédia (eredeti cím: Twenty Bucks) 1993-ban bemutatott amerikai vígjáték, amit Keva Rosenfeld rendezett. A film forgatókönyvét eredetileg a Magyarországról kivándorolt Endre Bohem írta még 1935-ben, majd az 1990-es években fia, Leslie Bohem dolgozta át. A történet egy húszdolláros bankjegy útját követi végig, miközben a néző megismerkedhet azon emberek történetével, akiknek a kezén áthalad. A film szereplői közt található Linda Hunt, Brendan Fraser, David Schwimmer, Steve Buscemi és Christopher Lloyd is.
A filmet az Amerikai Egyesült Államokban 1993. október 22-én mutatták be a mozikban, Magyarországon a Videorent forgalmazásában jelent meg VHS-en 1995. január 25-én.

## Cselekmény
A történet egy húszdolláros bankjegy életútját követi nyomon onnantól, hogy feltöltik egy ATM-be. A bankjegy mozgása során különböző emberek kezén megy keresztül, a néző pedig betekintést nyerhet ezen emberek életébe. Van köztük hajléktalan nő, sztriptíztáncos, feltörekvő írónő, rendőrnyomozó, tekeklub tulaj és még drogdíler is.

## Szereplők
| Színész              | Szerep                                   | Magyar hang                      |
| -------------------- | ---------------------------------------- | -------------------------------- |
| Linda Hunt           | Angeline                                 | Pásztor Erzsi                    |
| David Rasche         | Baker                                    | Rosta Sándor                     |
| Kevin Kilner         | Gary Adams                               | Rosta Sándor                     |
| George Morfogen      | Jack Holiday                             | Kristóf Tibor                    |
| Sam Sorbo            | Anna Holiday                             | Spilák Klára                     |
| Brendan Fraser       | Sam Mastrewski                           | Stohl András                     |
| Bubba Baker          | Buddha                                   | Hankó Attila                     |
| Rosemary Murphy      | Dotty néni                               | Fodor Zsóka                      |
| Concetta Tomei       | Sam anyja                                | Tóth Éva                         |
| Peggy Miley          | Zoha néni                                | Czigány Judit                    |
| Sohre Ágdáslu        | Ghada Holiday                            | Ősi Ildikó                       |
| David Fresco         | Stash bácsi                              | Komlós András                    |
| Noah Lee Margetts    | Mark                                     | Czvetkó Sándor                   |
| Larry Greenstein     | Vásárlók                                 | Czvetkó Sándor                   |
| Skooter Fein         | Vásárlók                                 | (nem szólal meg)                 |
| Melora Walters       | Temetkezési vállalkozó/Sztriptíztáncosnő | Simon Mari                       |
| Gladys Knight        | Mrs. McCormac                            | Némedi Mari                      |
| William H.D. Marlett | Patrick                                  | Molnár Levente                   |
| Amber Wilson         | Peggy                                    | Molnár Ilona                     |
| Elisabeth Shue       | Emily Adams                              | Farkasinszky Edit                |
| Steve Buscemi        | Frank                                    | Kassai Károly                    |
| Christopher Lloyd    | Jimmy                                    | Szersén Gyula                    |
| Kamau Holloway       | Bobby McCormac                           | Minárovits Péter, F. Nagy Zoltán |
| Valente Rodriguez    | Italbolti eladó                          | Zubornyák Zoltán                 |
| Vanessa Marquez      | Melanie                                  | Dögei Éva                        |
| Jeremy Piven         | Ideges bolti eladó                       | Juhász György                    |
| William H. Macy      | Raktáros rendőr                          | Balázsi Gyula                    |
| David Schwimmer      | Neil Campbell                            | Lippai László                    |
| Diane Baker          | Ruth Adams                               | Zsolnai Júlia                    |
| Alan North           | Bruce Adams                              | Dobránszky Zoltán                |
| Ave Maria Green      | Pénztárosnő                              | Riha Zsófi                       |
| Per Aabel            | Gazdag nő                                | Hirling Judit                    |
| Dorie Finn           | Gazdag nő                                | (nem szólal meg)                 |
| Edward Blatchford    | Ex-Hippie                                | Mikula Sándor                    |
| Adam Ryen            | Jason Duhaine                            | Hamvas Dániel                    |
| Matt Frewer          | Bingo nyertes                            | Harmath Imre                     |
| Ned Bellamy          | Teke Club dolgozó                        | Wohlmuth István                  |
| Spalding Gray        | Pap                                      | Kardos Gábor                     |
| John Paul Gamoke     | Bingo sorsoló                            | Várkonyi András                  |
| Nancy Gormley        | Nő a reklámban                           |                                  |
| Nina Siemaszko       | Banki alkalmazott                        |                                  |